# Les Ollières-sur-Eyrieux
Les Ollières-sur-Eyrieux är en kommun i departementet Ardèche i regionen Auvergne-Rhône-Alpes i sydöstra Frankrike. Kommunen ligger  i kantonen Privas som ligger i arrondissementet Privas. År 2022 hade Les Ollières-sur-Eyrieux 1 020 invånare.

## Befolkningsutveckling
Antalet invånare i kommunen Les Ollières-sur-Eyrieux
Referens: INSEE

## Galleri

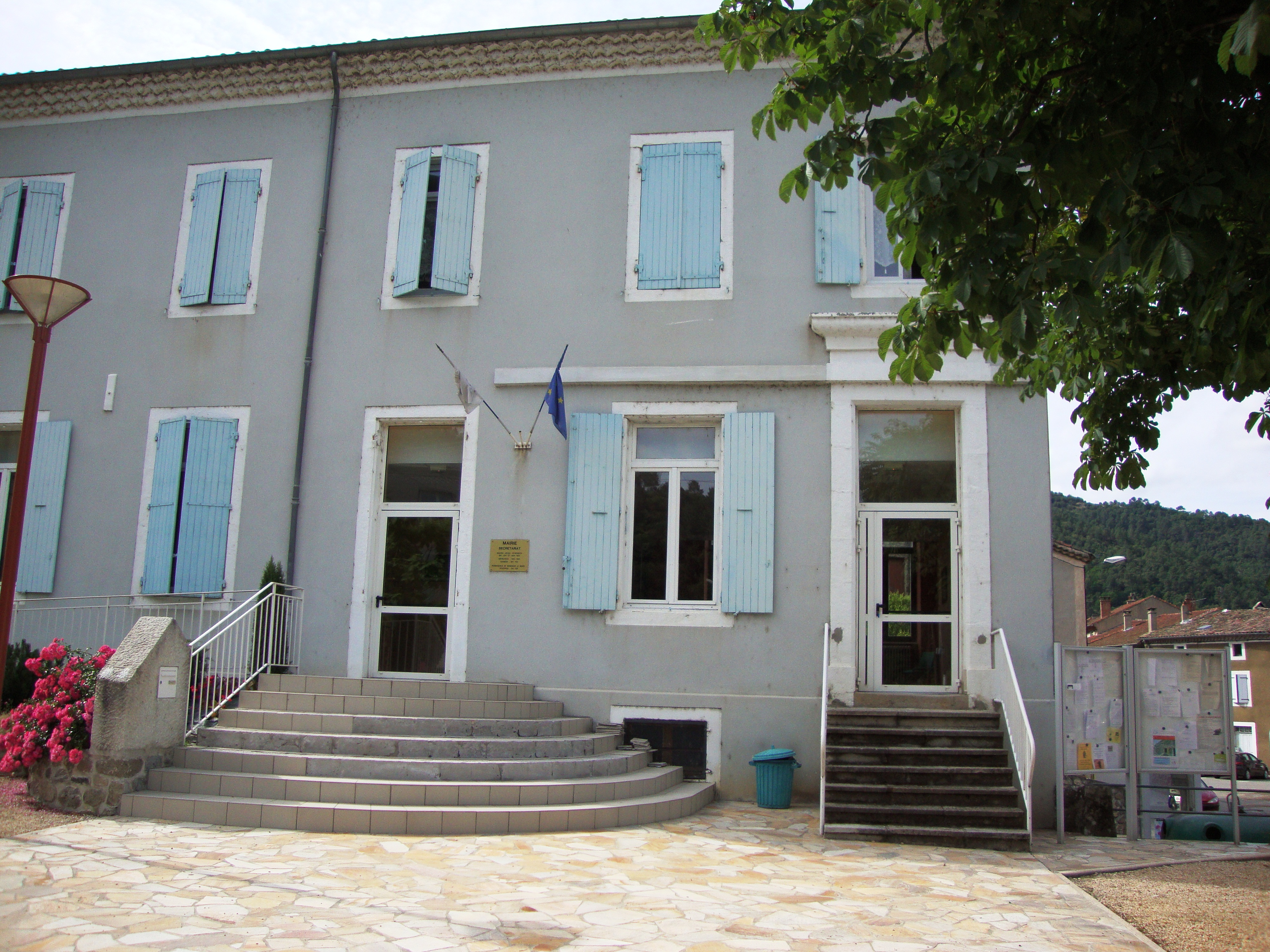
Rådhuset
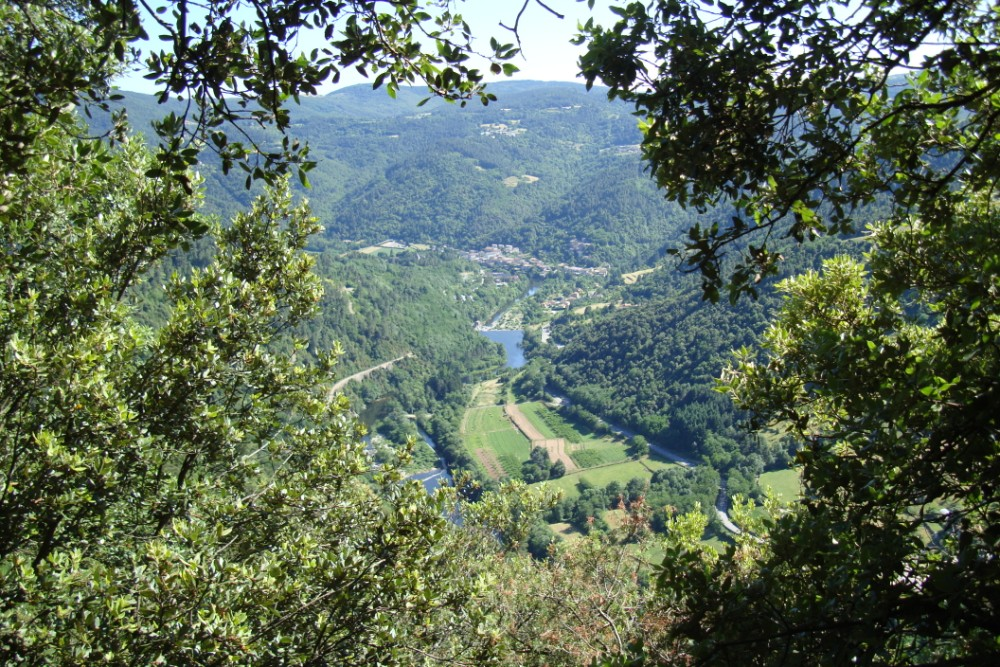